# یان زیمگنسکی (اسکیت‌باز سرعت)
یان زیمگنسکی (انگلیسی: Jan Szymański؛ زادهٔ ۲ مارس ۱۹۸۹) اسکیت‌باز سرعت اهل لهستان است.